# Ottersberg
Ottersberg (en baix alemany Otterbarg) és un municipi al districte de Verden a Baixa Saxònia a Alemanya. El 2013 tenia 12.250 habitants. Es troba a la vall del Wümme, a la confluència amb el Wieste.
El poble va desenvolupar-se al costat d'un burg al marge del Wümme, als fonaments del qual es va construir més tard l'Amtshof, un castell al qual en l'actualitat es va establir una escola segons els principis del pedagog Rudolf Steiner.

## Nuclis
Ottersberg (Otterbarg), Fischerhude (Hu'e), Quelkhorn, Otterstedt (Otters), Posthausen (Posthusen) i Grasdorf (Grasdörp), Eckstever i Narthauen (Northauen).
Punts d'interès
- Museu de l'escultor Otto Modersohn a Fischerhude
- L'estació

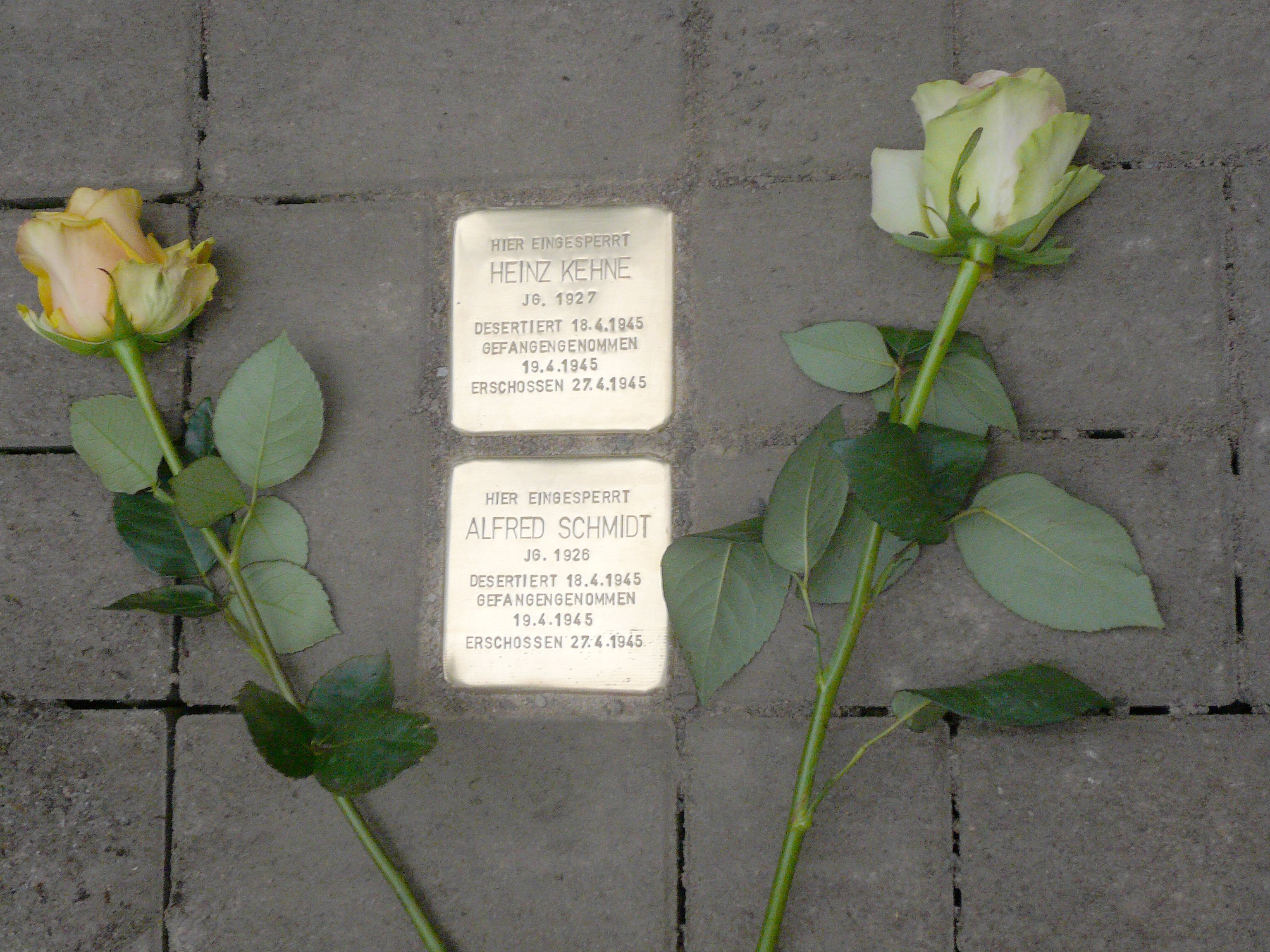
Stolpersteine
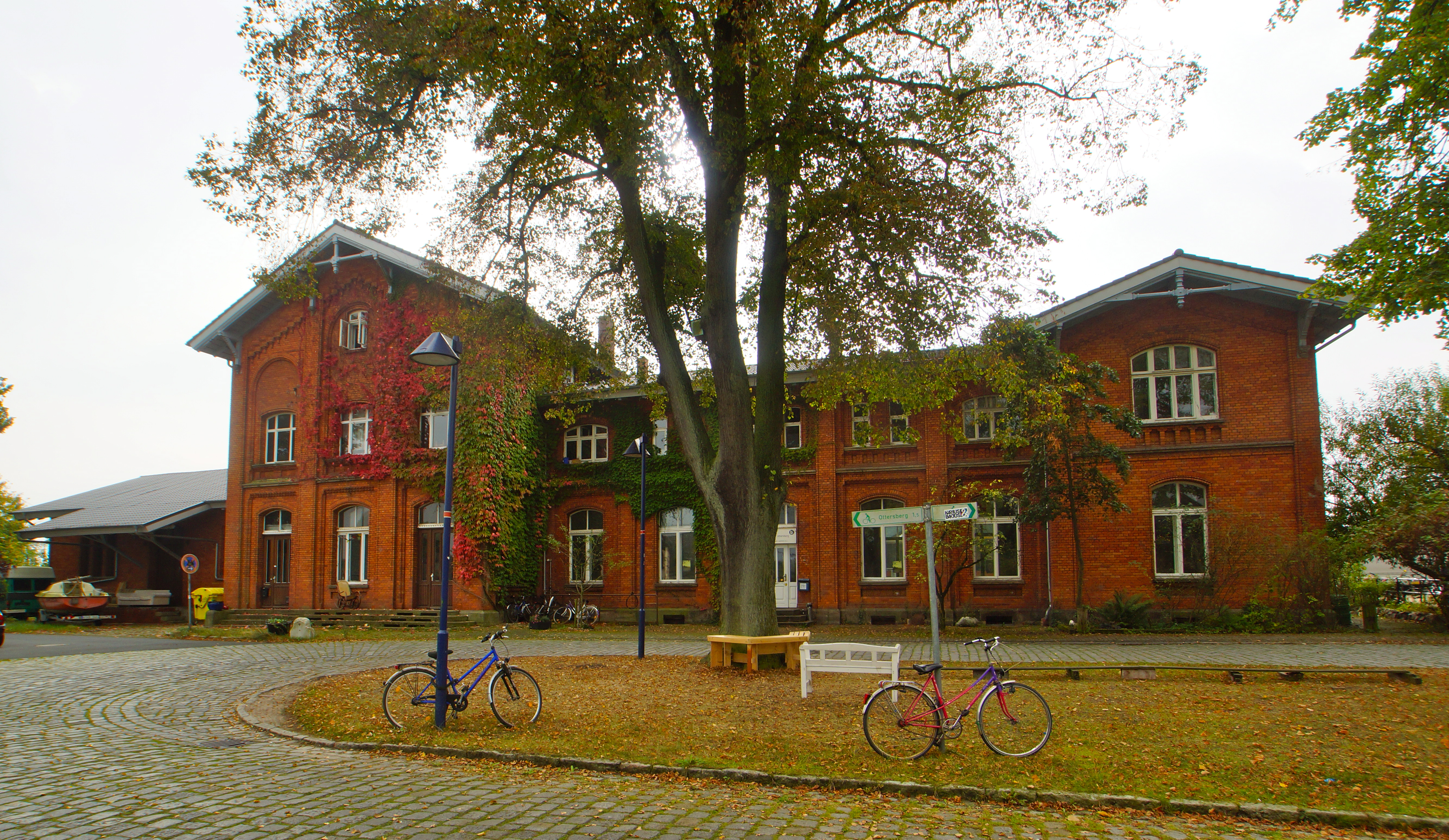
L'estació
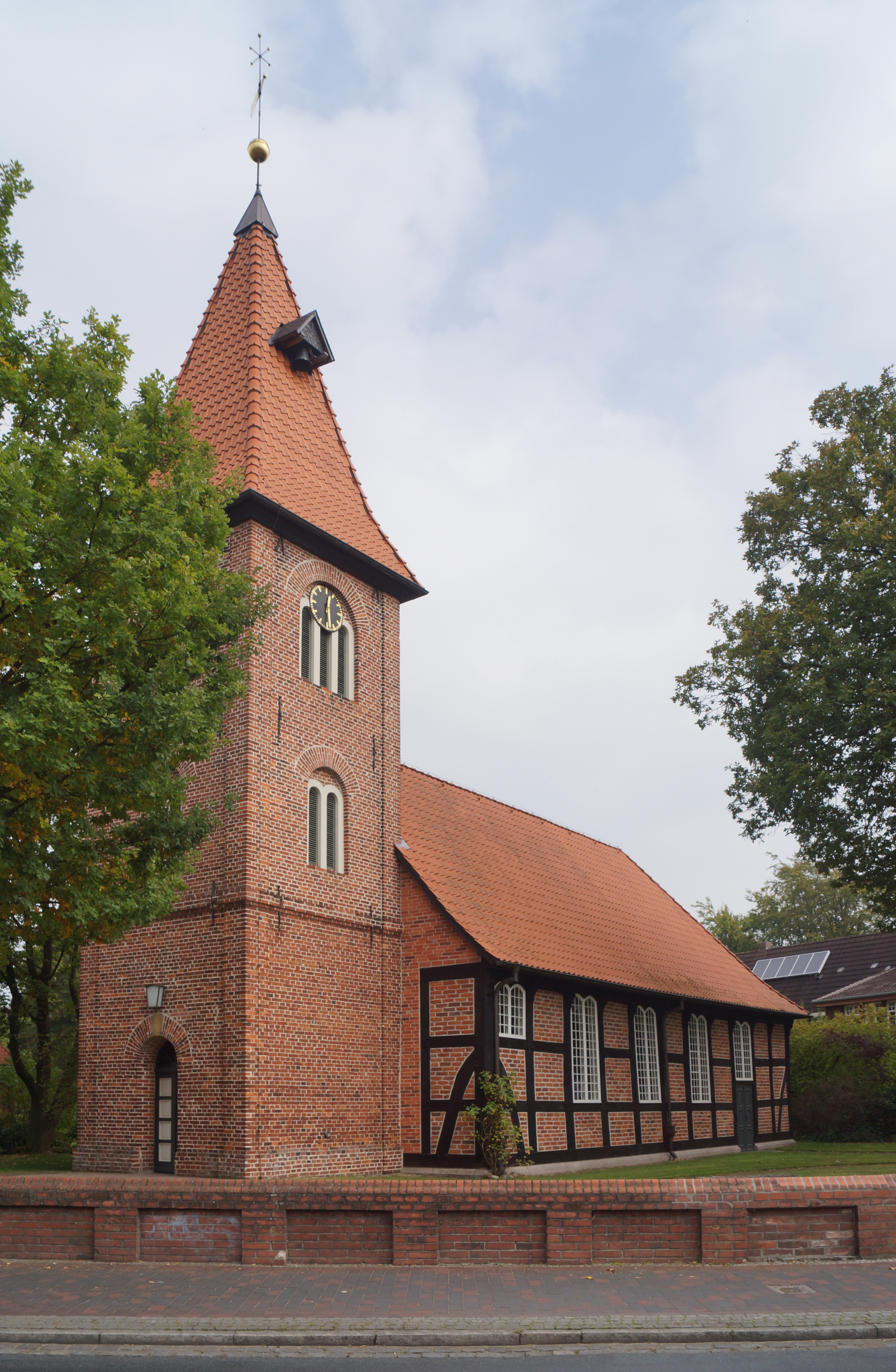
L'església de Cristòfor de Lícia
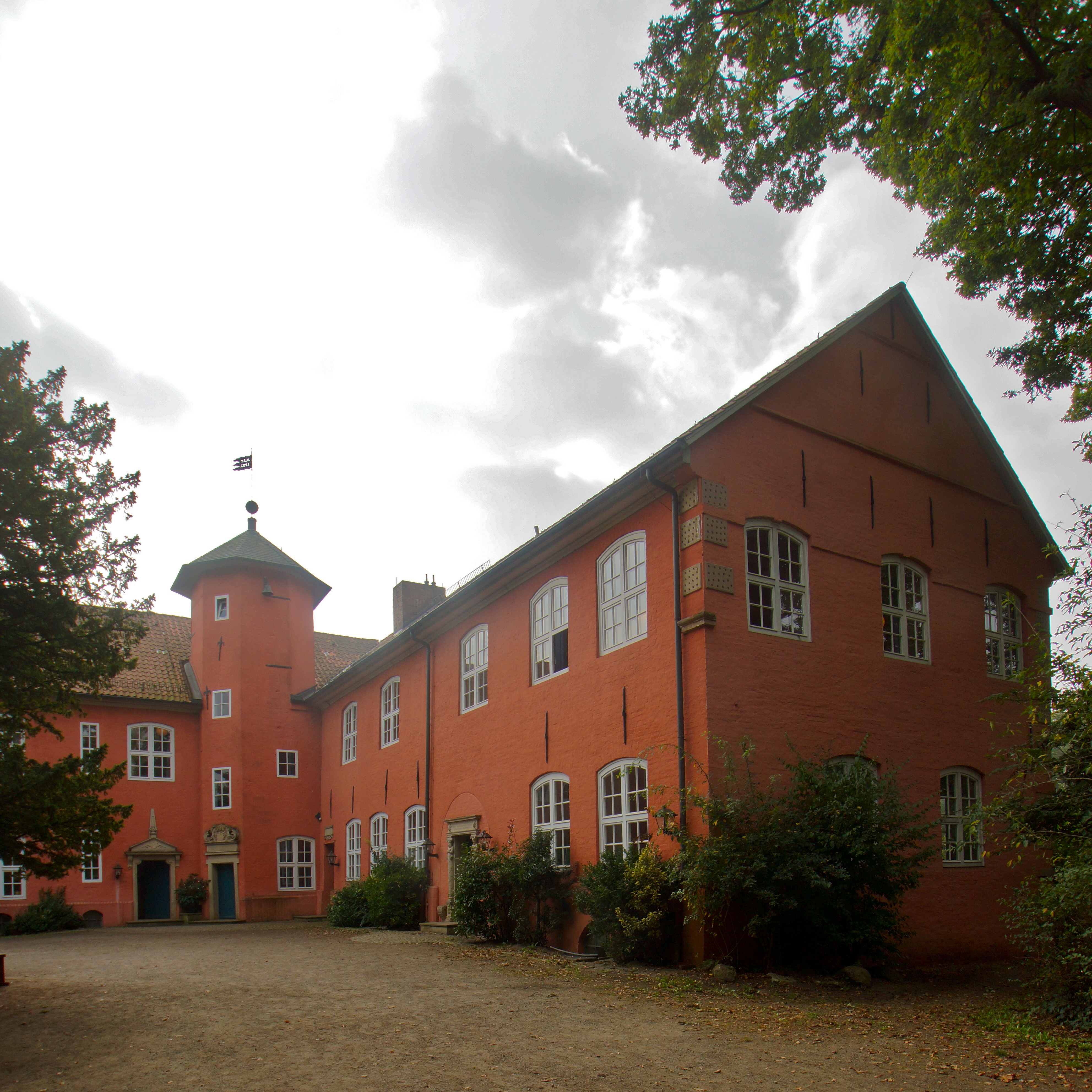
Amtshof, en l'actualitat escola Rudolf Steiner